# Aparato para la Historia Natural Española
Aparato para la Historia Natural Española es un tratado escrito por José Torrubia en el año 1754, considerado como la primera obra de paleontología escrita en España. Consta de 35 capítulos con 14 láminas que incluyen 139 grabados. En los primeros quince capítulos se describen distintos fósiles hallados en América del Sur, España y Filipinas, y también se defiende el origen orgánico de estos; en la segunda parte se atribuye su origen al Diluvio Universal. También defiende la existencia de gigantes.
La primera parte del libro se tradujo al alemán en el año 1773. En el año 2007 la Universidad de Granada editó un facsímil de la obra, con una introducción redactada por Leandro Sequeiros y Francisco Pelayo.

## José Torrubia
José Torrubia (1698-1761) era un franciscano granadino que a la edad de 22 años viajó a Filipinas como misionero. Durante su estancia se dedicó al estudio de la naturaleza y de distintos organismos. Después de su regreso a España en el año 1749, viajó por Europa, donde visitó distintos museos de ciencias naturales de gran prestigio y donde trató con conocidos naturalistas. Al regreso del viaje, camino de Madrid, al atravesar el Real Señorío de Molina, una niña le enseñó unas «petrificaciones» (conchas fósiles). A Torrubia le parecieron tan interesantes que emprendió la búsqueda de más restos en los alrededores.
A partir de las rocas, plantas, minerales y fósiles recogidos durante sus viajes, más el conocimiento paleontológico que atesoraba después de múltiples lecturas sobre ese tema, publicó en el año 1754 el Aparato para la Historia Natural Española.

## Publicación y repercusión

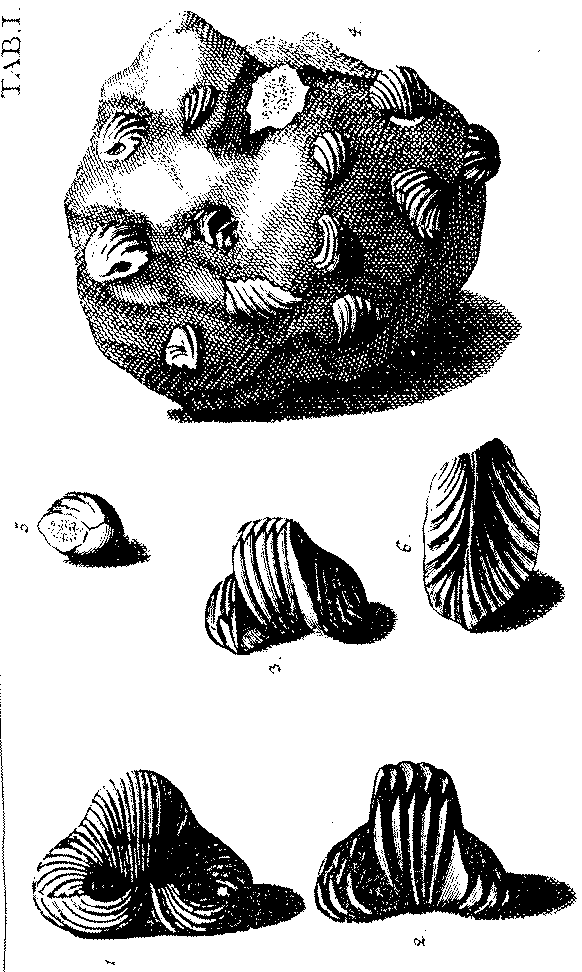
Lámina I del Aparato para la Historia Natural Española, donde se muestran seis ilustraciones de rinconélidos.

El tratado se publicó en el año 1754 en la imprenta de los herederos de Agustín de Gordejuela y Sierra, situada en Madrid. Con el objetivo de ajustarse a la ortodoxia católica de la época y el de encontrar apoyos entre sus correligionarios, previo a su paso por la imprenta el libro se vio sometido a una censura, dos aprobaciones y tres licencias religiosas. El título completo era Aparato para la historia natural española. Tomo primero. Contiene muchas dissertaciones physicas, especialmente sobre el Diluvio. Resuelve el gran problema de la transmigración de cuerpos marinos, y su petrificacion en los más altos montes de España, donde recientemente se han descubierto. La obra constaba de 35 capítulos que contenían 278 opúsculos, con un índice de las materias y catorce láminas, nueve de ellas de menor tamaño, con 139 ilustraciones.
Entre los años 1755 y 1760 distintas publicaciones científicas francesas e inglesas se hicieron eco de la publicación del tratado. En ellas se criticaba la defensa que hacía Torrubia de la existencia de gigantes. La sección del libro que trataba este tema fue traducida al francés y al italiano. La primera parte de la obra fue traducida al alemán en el año 1773.

## Temas

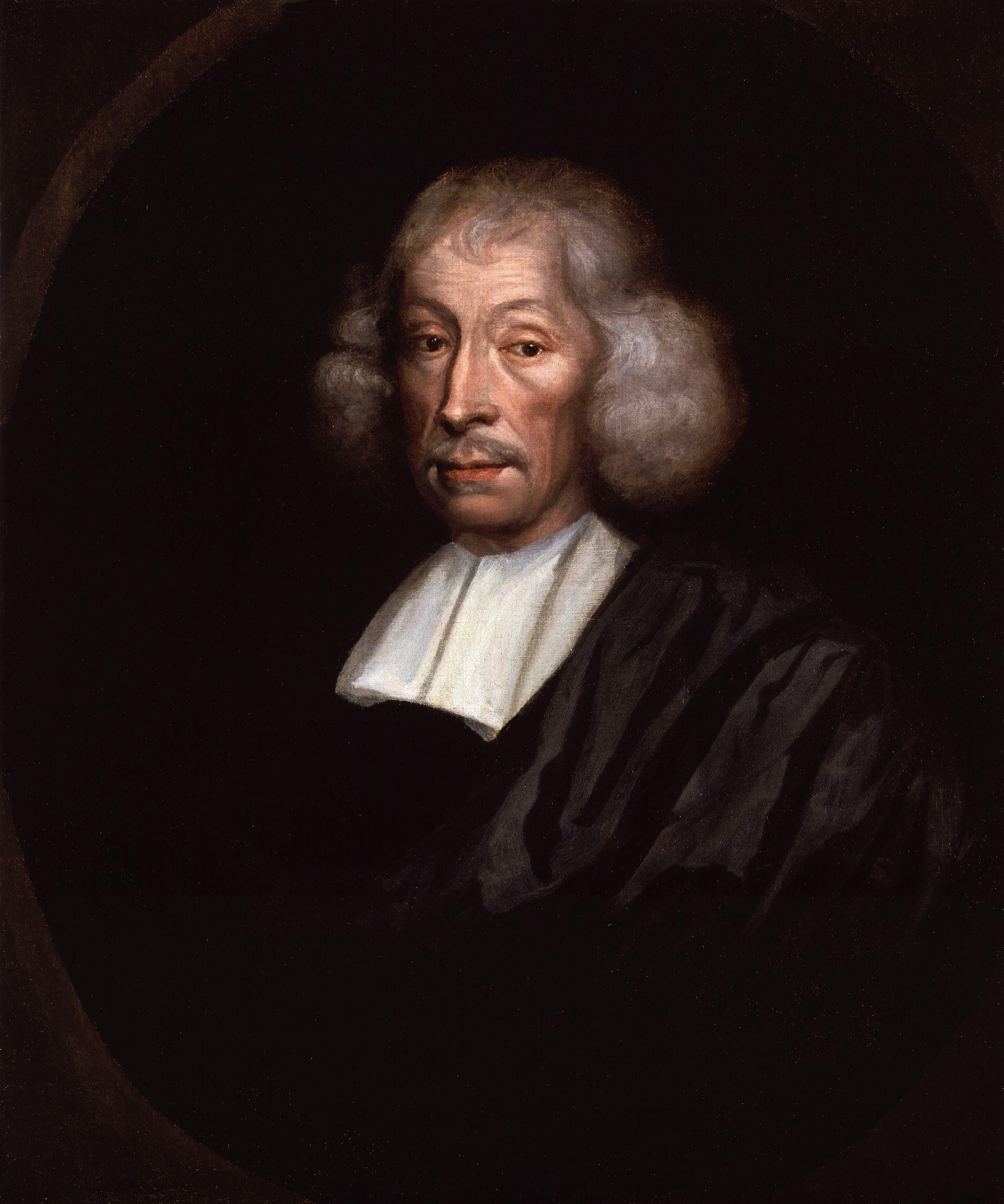
John Ray (1627-1705), naturalista inglés, defendía el origen orgánico de los fósiles.

### Hallazgos de fósiles y defensa de su origen orgánico
Los primeros quince capítulos del Aparato están dedicados a la descripción de los restos fósiles que Torrubia estudió en Filipinas, en las provincias españolas en América y en España. Se distinguen fósiles de origen orgánico y fósiles de origen inorgánico. Los de origen inorgánico se describen en los capítulos 8, 9, 11 y 12, y consisten en geodas, dendritas, nódulos y elementos similares.
Son varios los fósiles orgánicos que se documentan en el Aparato. En la lámina XIII la ilustración 5 aparece descrita como «dos piezas de ramas petrificadas»; en realidad ese ejemplar se correspondía con una icnita, posiblemente Cruziana. A los trilobites los denomina «piedras españolas de cangrejos» y a restos fósiles de cangrejos hallados en Hainan y Luzón, «piedras indianas de cangrejos». También se describen distintos ejemplares de ammonites, cuyos dibujos han permitido su clasificación taxonómica: un ejemplar de Dactylioceras y dos de Hildoceratinos o Grammoceratinos. Se pueden identificar trece braquiópodos, que Torrubia denominó como «Bivalvas», y se corresponden con Quadratirhynchia attenuata, Rhynchonelloidea goyi, Soaresirhynchi bouchardi, Tetrarhynchia paucicostatae y Pseudogibbirhynchia jurensis.
En cuanto al origen orgánico de los restos fósiles, José Torrubia escribió:

Debemos, pues, concluir seriamente, que las Conchas, Almejas, Caracoles, Erizos, Estrellas, Cornu Anmonis, Nautiles y todos los demás Testáceos y producciones marinas, que se hallan en nuestros montes con figura de tales, ni son juegos de la naturaleza, ni efectos del acaso, ni naturales producciones de la tierra sin vivientes dentro, como quiso Bonanni, sino real y verdaderamente tales como las que en el distante mar se crían con su misma configuración y habitadores.
José Torrubia

Esta tesis ya había sido defendida entre otros por Conrad Gesner, Fabio Colonna, Nicolás Steno, John Ray y Robert Hooke. De hecho, en la época en la que se publicó el Aparato las tesis que apoyaban el origen inorgánico de los fósiles no contaban con el crédito de la comunidad científica.

### Teoría diluvista

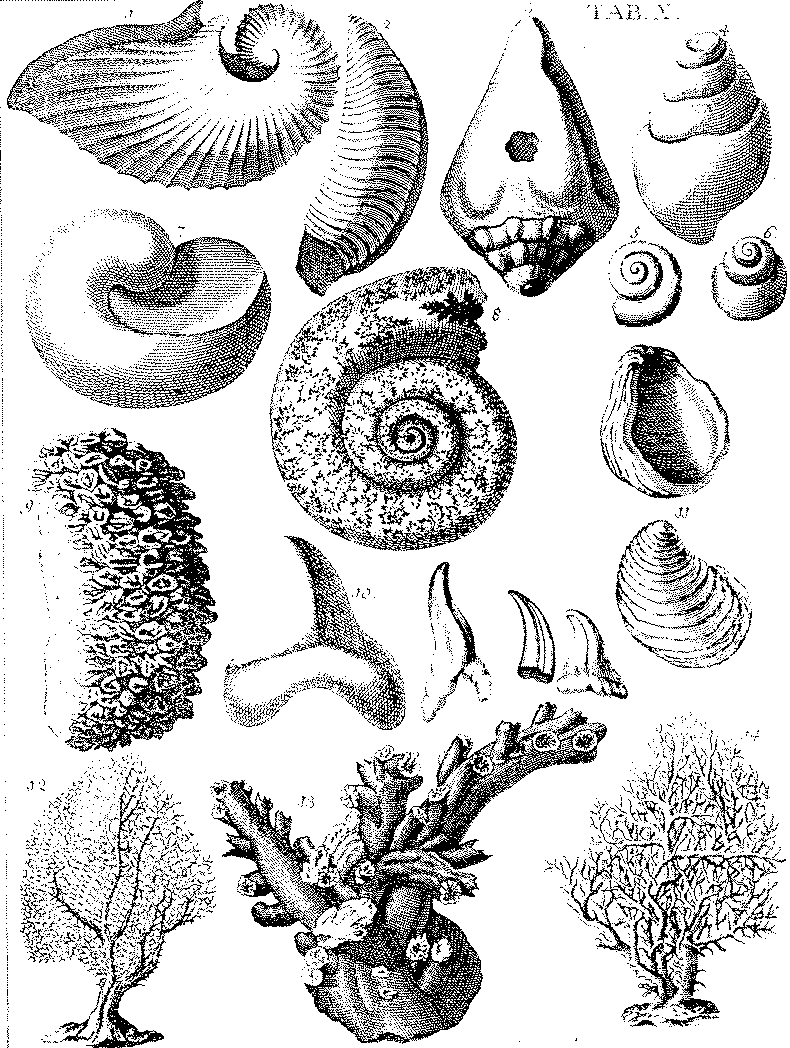
Lámina X del Aparato para la Historia Natural Española, donde se muestran fósiles marinos. Para José Torrubia, la aparición de restos marinos en los continentes se explicaba a partir del Diluvio universal.

Desde el capítulo 16 hasta el capítulo 28 se defiende la hipótesis diluviana para explicar el hallazgo de fósiles y se intenta demostrar la falsedad de otras teorías. La idea de que los fósiles marinos se habían depositado en el continente por la acción del Diluvio universal ya había sido defendida por Gerolamo Cardano y por Gottfried Leibniz. William Bowles y Antonio José de Cavanilles, ambos contemporáneos de Torrubia, defendían sin embargo la tesis de la oscilación del nivel del mar como causante de la aparición de los fósiles marinos en tierra. Otras hipótesis para explicar la presencia de fósiles de organismos marinos en el interior de los continentes recurrían a la acción de huracanes o a la actividad de peregrinos.

#### Crítica a la teoría de Feijoo
Benito Jerónimo Feijoo creía que los continentes estaban unidos al mar mediante galerías subterráneas, y este hecho, unido a «movimientos peristálticos» de la tierra, podían explicar que en las montañas más altas aparecieran restos de organismos marinos. También apoyaba la idea de que un ascenso brusco de las montañas podía arrastrar a animales marinos que más tarde fosilizarían. Según Feijoo, los restos fósiles se encuentran en muy buen estado para haber sido transportados a grandes distancias y sometidos a un intenso oleaje por un gran diluvio.
Torrubia consideraba en el Aparato que las grandes diferencias morfológicas existentes en los organismos fósiles hallados en el continente y los animales que habitaban los mares cercanos solo se podían explicar si los primeros habían sido transportados desde lugares lejanos. Además, estaba convencido de que la distribución geográfica de los mares, continentes, montañas, etc. no había sufrido modificación desde la creación.